# Église Saint-André de Fons
L'église Saint-André de Fons est située sur la commune de Fons, dans le département du Lot, en France.

## Historique
La première mention connue de l'église Saint-André date de 1146. 
L'abside peut dater de la fin du XIIe siècle. La nef date du milieu du XIIIe siècle. 
Deux chapelles ont été ajoutées de part et d'autre de la nef à la fin du XIIIe siècle ou au début du XIVe siècle. Une chapelle dédiée à saint Roch, de deux travées, a été ajoutée au sud vers 1452. 
Les guerres de Religion sont probablement à l'origine de la surélévation de la nef avec sa mise en défense et la réalisation de meurtrières, d'évier, et de latrines pour les soldats.
L'édifice est inscrit au titre des monuments historiques le 19 décembre 1972.
Plusieurs objets sont référencer dans la base Palissy.

## Description
L'église est à nef unique. L'abside semi-circulaire couverte en cul-de-four est désaxée par rapport à la nef. La nef et les chapelles latérales sont voûtées d'ogives.
La tour du clocher est construite sur la première travée.